# Wiktor Hratschow
Wiktor Oleksandrowytsch Hratschow (ukrainisch Віктор Олександрович Грачов, wiss. Transliteration Viktor Oleksandrovyč Hračov; * 17. September 1956 in Torezk) ist ein sowjetisch-ukrainischer Fußballspieler.

## Sportlicher Werdegang
Hratschow begann seine Karriere im Erwachsenenbereich bei Spartak Orjol und Köpetdag Aşgabat im regionalen Ligabereich der Russischen respektive der turkmenischen Sowjetrepublik und machte dabei höherklassig auf sich aufmerksam. Anfang 1979 wechselte er zu Torpedo Moskau, in der Spielzeit 1979 kam er jedoch nur unregelmäßig in der Wysschaja Liga zum Einsatz. 
1980 wechselte Hratschow zum Ligakonkurrenten Schachtar Donezk, bei dem er in der Spielzeit 1981 mit zwölf Saisontoren den Durchbruch schaffte. Daraufhin wurde er zu Spartak Moskau delegiert, kam aber nur als Ergänzungsspieler zum Zug und wurde im Saisonverlauf wieder zurücktransferiert. 1983 stand er mit der Mannschaft im sowjetischen Pokalwettbewerb im Endspiel gegen Metalist Charkiw, Serhij Jaschtschenko gelang der goldene Treffer zum 1:0-Erfolg. Im Europapokal der Pokalsieger 1983/84 erreichte sie das Viertelfinale gegen den späteren Finalisten FC Porto. Nach einer 2:3-Hinspielniederlage erzielte Hratschow mit seinem fünften Tor im Wettbewerb die 1:0-Führung, mit seinem Ausgleichstreffer zum 1:1-Endstand Mitte der zweiten Halbzeit sicherte der Ire Mickey Walsh den Portugiesen das Weiterkommen. Gemeinsam mit seinem Mannschaftskameraden Serhij Morosow sowie dem Schotten Mark McGhee vom Halbfinalisten FC Aberdeen wurde er zumindest Torschützenkönig des europäischen Wettbewerbs. Im Mai 1984 kam er zu seinem Länderspieldebüt für die Sowjetunion, sein Einsatz gegen Finnland blieb aber sein einziges Spiel im Nationaltrikot.
1991 ging Hratschow im Zuge des zunehmenden Zerfalls der Sowjetunion nach Ungarn ins Ausland. Nach einem Kurzaufenthalt beim Debreceni Vasutas SC kam er im Sommer 1991 zu Budapesti VSC. 1993 kehrte er zu Debreceni Vasutas SC zurück, ehe er bei Schachtar Donezk seine Karriere ausklingen ließ.